# Roy Barcroft
Roy Barcroft o Roy Bancroft, pseudonimo di Howard Harold Ravenscroft (Crab Orchard, 7 settembre 1902 – Woodland Hills, 28 novembre 1969), è stato un attore statunitense.

## Biografia
Interprete teatrale e televisivo, debuttò nel mondo dello spettacolo nel 1937 con una partecipazione non accreditata nel serial cinematografico Dick Tracy, anche se era entrato nel mondo del cinema fin dal 1931, quando fu comparsa nel film Mata Hari con Greta Garbo.
È ricordato soprattutto per i ruoli da caratterista ricoperti in numerosi b-movie western prodotti dalla Republic Pictures, in cui impersonava generalmente personaggi di cow boy. Era conosciuto con il soprannome di Big Roy in ragione della sua statura.
In televisione partecipò negli anni cinquanta al Mickey Mouse Club, show della ABC.

## Filmografia parziale

### Cinema
- Il cavaliere audace (Dakota), regia di Joseph Kane (1945)
- Son of Zorro, regia di Spencer Gordon Bennet e Fred C. Brannon (1947)
- La saga dei pionieri (Wyoming), regia di Joseph Kane (1947)
- The Vanishing Westerner, regia di Philip Ford (1950)
- Frecce avvelenate (Rock Island Trail), regia di Joseph Kane (1950)
- L'orda selvaggia (The Savage Horde), regia di Joseph Kane (1950)
- Il diavolo nella carne (Surrender), regia di Allan Dwan (1950)
- In Old Amarillo, regia di William Witney (1951)
- I conquistatori della Luna (Radar Men from the Moon), regia di Fred C. Brennon (1952)
- La sceriffa dell'Oklahoma (Oklahoma Annie), regia di R.G. Springsteen (1952)
- L'impero dei gangster (Hoodlum Empire), regia di Joseph Kane (1952)
- La regina dei desperados (Montana Belle), regia di Allan Dwan (1952)
- La valle dei bruti (Ride the Man Down), regia di Joseph Kane (1952)
- Black Hills Ambush, regia di Harry Keller (1952)
- Wild Horse Ambush, regia di Fred C. Brannon (1952)
- Border Saddlemates, regia di William Witney (1952)
- Desperado, regia di Thomas Carr (1954)
- Senza scampo (Rogue Cop), regia di Roy Rowland (1954)
- L'uomo senza paura (Man Without a Star), regia di King Vidor (1955)
- Oklahoma!, regia di Fred Zinnemann (1955)
- I pionieri dell'Alaska (The Spoilers), regia di Jesse Hibbs (1955)
- L'ultima caccia (The Last Hunt), regia di Richard Brooks (1956)
- Selvaggio west (Escort West), regia di Francis D. Lyon (1958)
- Dieci uomini coraggiosi (Ten Who Dared), regia di William Beaudine (1960)
- Apache in agguato (Six Black Horses), regia di Harry Keller (1962)
- Pistole roventi (Gunpoint), regia di Earl Bellamy (1966)
- Texas oltre il fiume (Texas Across the River), regia di Michael Gordon (1966)
- L'invasione - Marte attacca Terra (Destination Inner Space), regia di Francis D. Lyon (1966)
- La via del West (The Way West), regia di Andrew V. McLaglen (1967)
- Bandolero!, regia di Andrew V. McLaglen (1968)
- Boon il saccheggiatore (The Reivers), regia di Mark Rydell (1969)
- Monty Walsh, un uomo duro a morire (Monte Walsh), regia di William A. Fraker (1970)

### Televisione
- Frida (My Friend Flicka) – serie TV, episodio 1x28 (1956)
- Le avventure di Campione (The Adventures of Champion) – serie TV, episodi 1x19-1x25 (1956)
- Corky, il ragazzo del circo (Circus Boy) – serie TV, episodio 1x23 (1957)
- Men of Annapolis – serie TV, episodio 1x26 (1957)
- Maverick – serie TV, 2 episodi (1957-1958)
- Have Gun - Will Travel – serie TV, 11 episodi (1957-1963)
- The Court of Last Resort – serie TV, episodio 1x15 (1958)
- The Rough Riders – serie TV, episodio 1x12 (1958)
- 26 Men – serie TV, 6 episodi (1958-1959)
- Tales of Wells Fargo – serie TV, episodio 3x27 (1959)
- Rescue 8 – serie TV, episodio 1x19 (1959)
- The Texan – serie TV, 2 episodi (1959)
- Ricercato vivo o morto (Wanted: Dead or Alive) – serie TV, episodi 1x27-3x20 (1959-1961)
- Gunslinger – serie TV, episodio 1x01 (1961)
- Gli uomini della prateria (Rawhide) – serie TV, 5 episodi (1961-1965)
- Il magnifico King (National Velvet) – serie TV, episodio 2x24 (1962)
- Ben Casey – serie TV, episodio 2x08 (1962)
- La grande avventura (The Great Adventure) – serie TV, episodio 1x06 (1963)
- Il virginiano (The Virginian) – serie TV, 2 episodi (1963-1967)
- Selvaggio west (The Wild Wild West) – serie TV, episodio 1x14 (1965)
- A Man Called Shenandoah – serie TV, episodio 1x17 (1966)
- I sentieri del west (The Road West) – serie TV, episodio 1x25 (1967)
- Cimarron Strip – serie TV, episodi 1x01-1x02 (1967)
- Iron Horse – serie TV, episodio 2x07 (1967)

## Doppiatori italiani
- Bruno Persa in L'uomo senza paura
- Riccardo Garrone in Dieci uomini coraggiosi
- Gino Baghetti in La via del West
- Luigi Pavese in Apache in agguato